# Spreewelten

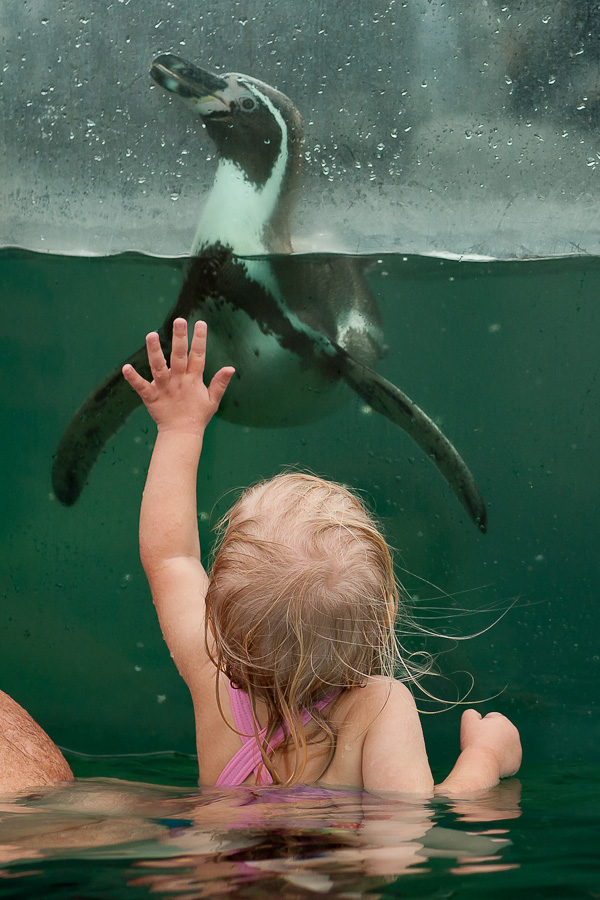
Simma med pingviner i äventyrsbadet Spreewelten.

Spreewelten är ett äventyrsbad som ligger i Lübbenau, ca 7 mil söder om Berlin i förbundslandet Brandenburg. Här kan man bl.a. simma med pingviner som finns i ett stort akvarium bredvid utomhuspoolen. Anläggningen innehåller även en stor relaxavdelning med olika typer av saunor samt en utomhus saunaby med flera stugor innehållande saunor med olika teman. Det går regionaltåg från Berlin Hauptbahnhof till stationen Lübbenau (Spreewald). Från stationen är det gångavstånd till äventyrsbadet.